# Albert DeSalvo

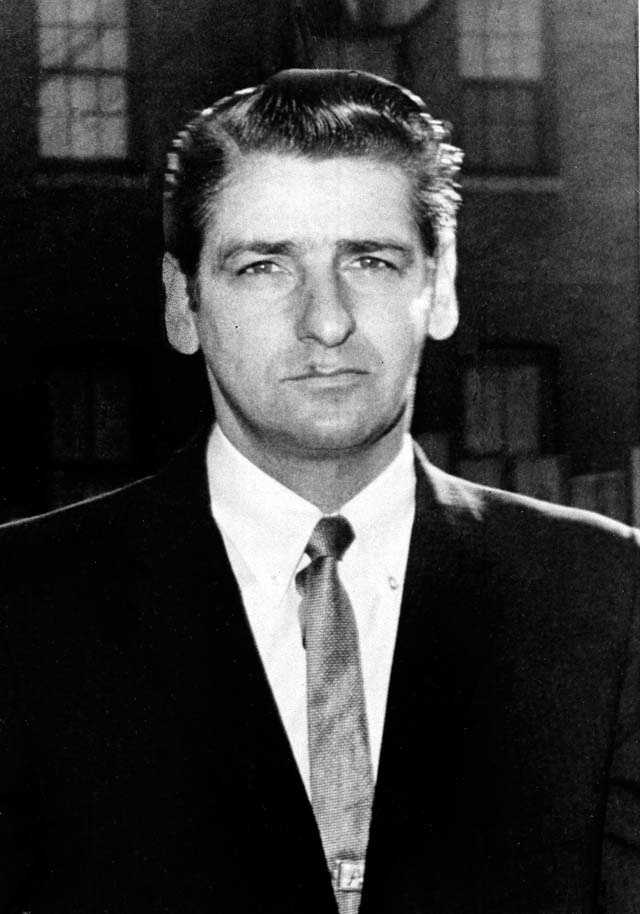
Albert DeSalvo

Albert Henry DeSalvo (Chelsea (Massachusetts), 3 september 1931 - Walpole, 25 november 1973) was een seriemoordenaar die bekend werd onder de naam 'The Boston Strangler'.
In zijn jeugd werd hij door zijn vader gedwongen winkeldiefstallen te plegen. Later leek DeSalvo, die getrouwd was en kinderen had, een keurige huisvader die werkte op een staalfabriek in Boston.
In juni 1962 doodde DeSalvo zijn eerste slachtoffer, de 55-jarige Anna Slesers die hij 's avonds in haar woning verkrachtte en vervolgens wurgde met een pantykous. Pas in 1964 werd DeSalvo gearresteerd.
Hij bekende uiteindelijk 13 moorden te hebben gepleegd. Zijn eerste drie slachtoffers waren vrouwen van middelbare leeftijd, zijn laatste slachtoffer was de 19-jarige Mary Sullivan. Hij werd veroordeeld tot levenslang. In 1973 werd hij vermoord in zijn cel. De dader is nooit gevonden. Hij verkocht ook wurgkettingen in de gevangenis.
Velen twijfelen er echter aan of DeSalvo ook daadwerkelijk The Boston Strangler was. Veel van zijn bekentenissen waren onjuist en daarnaast had hij een expliciete drang naar aandacht. De dag voordat hij werd vermoord had hij tegen zijn psychiater verteld dat hij de bekentenissen zou gaan intrekken. Na nieuw onderzoek denkt justitie in de VS vrijwel zeker te hebben aangetoond dat Albert DeSalvo de Boston Strangler is. Omdat DNA-sporen op het lichaam van het elfde slachtoffer overeenkomen met genetisch materiaal van familieleden van Alberto DeSalvo worden de resten van DeSalvo opgegraven om te kijken of er een honderd procent match is.
De song Midnight Rambler van The Rolling Stones is losjes geïnspireerd op DeSalvo. In de tekst wordt ook uit zijn bekentenis geciteerd.  